# Die Prouds
Die Prouds (englisch The Proud Family) ist eine US-amerikanische Zeichentrickserie der Walt Disney Company aus den Jahren 2001 bis 2005. Sie wurde von Bruce W. Smith erdacht und hat 52 Folgen, einen Film und eine Fortsetzung auf der Streaming-Plattform Disney+.
Als bekannt gewordene Charaktere hinterließen Die Prouds auch Spuren in anderen Produktionen, wie in der Serie Disneys Lilo und Stitch, wo die Figuren ebenfalls in einer Folge auftauchen.

## Handlung
Die Prouds sind eine afroamerikanische Familie, in deren Mittelpunkt die 14-jährige Tochter Penny Proud steht. Sie lebt dort zusammen mit ihrem Vater Oscar, der ein lustiger, geiziger aber auch chaotischer Typ ist, ihrer Mutter Trudy, die sehr temperamentvoll, optimistisch und „Der Mann im Haus“ ist. Zu ihren alltäglichen Problemen gesellen sich zudem ihre Oma Suga Mama mit ihrem Hund Paff und ihre kleinen Geschwister Bebe und Cece, die ständig versuchen ihr auf die Nerven zu gehen. Die meiste Zeit verbringt sie jedoch mit ihren Freunden Dijonay, Sticky und Zoey, mit denen sie auf die Oberschule geht. Sticky, ein technisch begabter Junge steht ihr zusammen mit Dijonay, einem blonden afroamerikanischen Mädchen, und Zoey, die eine sehr freudige Aura verbreitet, zur Seite. Ihre Rivalin ist die verzogene Lacienega und die „Ätz-Schwestern“, die permanent jedem das Pausengeld stehlen.

## Veröffentlichungen
Die Serie wurde zuerst im Jahr 2001 auf den Fernsehsendern Disney Channel und Toon Disney ausgestrahlt. Die Free-TV-Ausstrahlung erfolgte ab 2003 durch ProSieben und später nach Verschiebung des Disney-Cartoon-Blocks durch Kabel eins.
Im Jahr 2005 erfolgte eine Umsetzung als Disney Channel Original Movie mit dem Titel Die Prouds: Der Inselabenteuerfilm.

## Deutsche Sprecher
| Figur            | Englische Sprecher    | Deutsche Sprecher |
| ---------------- | --------------------- | ----------------- |
| Penny Proud      | Kyla Pratt            | Shandra Schadt    |
| Oscar Proud      | Tommy Davison         | Jan Odle          |
| Trudy Proud      | Paula Jai Parker      | Alisa Palmer      |
| Bebe, Cece, Paff | Tara Strong           |                   |
| Suga Mama Proud  | Jo Marie Payton-Noble | Ilona Grandke     |
| Dijonay          | Karina Malina White   | Andrea Wick       |
| Sticky           | Orlando Brown         | Manuel Straube    |
| Zoey             | Soleil Moon Frye      | Natalie Löwenberg |
| Lacienega        | Alisa Reyes           | Julia Haacke      |

## Die Prouds: Lauter und Trauter
Im August 2019, wurde bekanntgegeben, dass eine dritte Staffel für die Streaming-Plattform Disney+ geben wird. Am 27. Februar 2020, wurde die dritte Staffel unter dem Titel The Proud Family: Louder and Prouder bekanntgegeben. Der offizielle Trailer erschien am 14. Januar 2022.
Seit dem 23. Februar 2022, wird die dritte Staffel als Fortsetzung auf Disney+ veröffentlicht.